# Cubryńska Igła

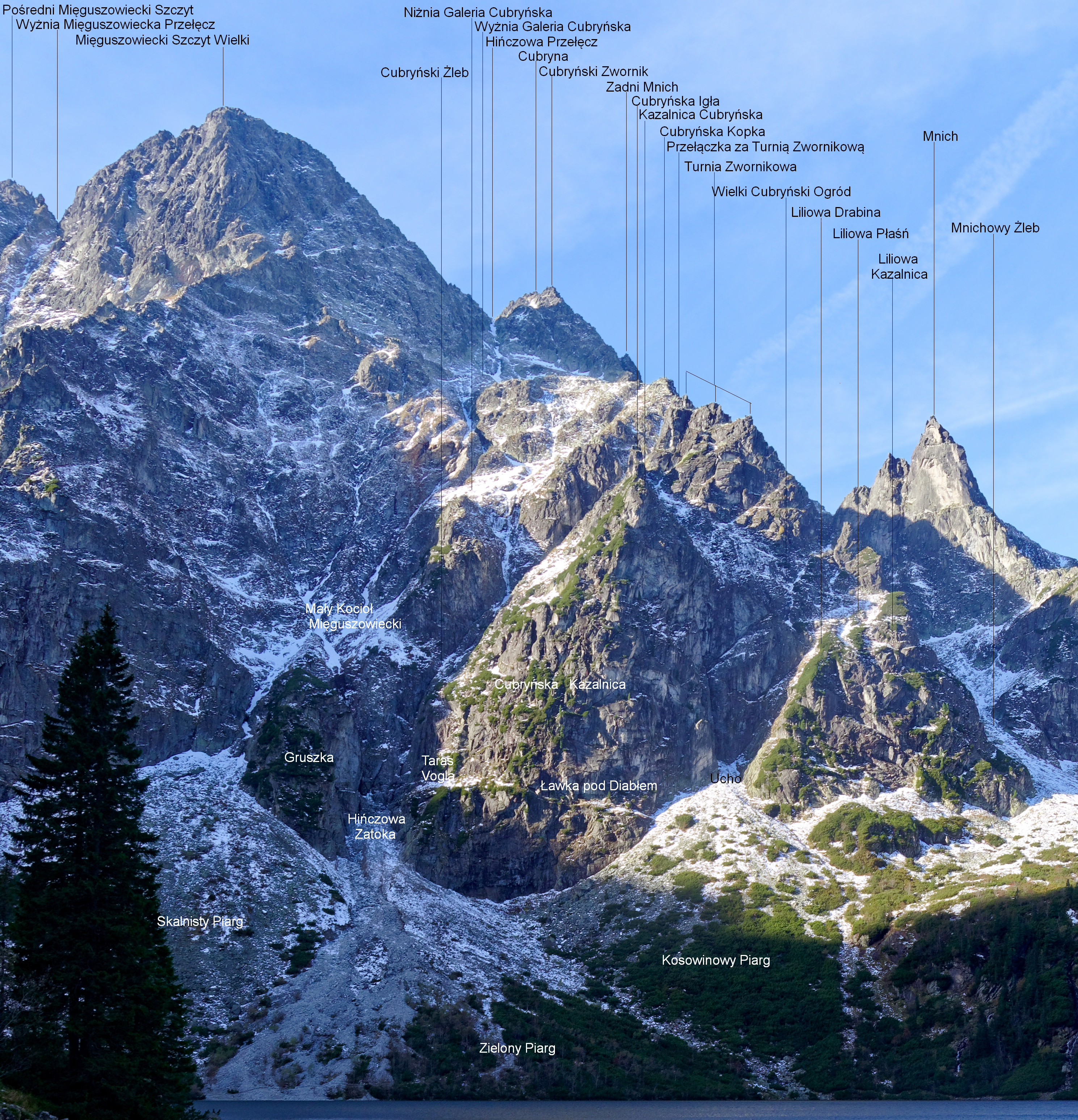

Cubryńska Igła (słow. Čubrinská ihla, węg. Csubrina-tű, ok. 1905 m) – urwisty, skalny ząb we wschodnim filarze Turni Zwornikowej w masywie Cubryny w Tatrach Polskich. Od szczytowej bryły Turni Zwornikowej oddziela go Wyżni Cubryński Przechód (ok. 1890 m), od Cubryńskiego Konia przełączka Pośredni Cubryński Przechód (ok. 1870 m). Do obydwu tych przełączek Cubryńska Igła opada pionowym uskokiem o wysokości około 10 m i 25 m.
Pierwsze wejście na Cubryńską Igłę i pierwsze przejście jej granią – Władysław Cywiński 27 września 1992 roku (od południa, IV w skali tatrzańskiej, 5 min). Jest możliwe obejście grania Cubryńskiej Igły.

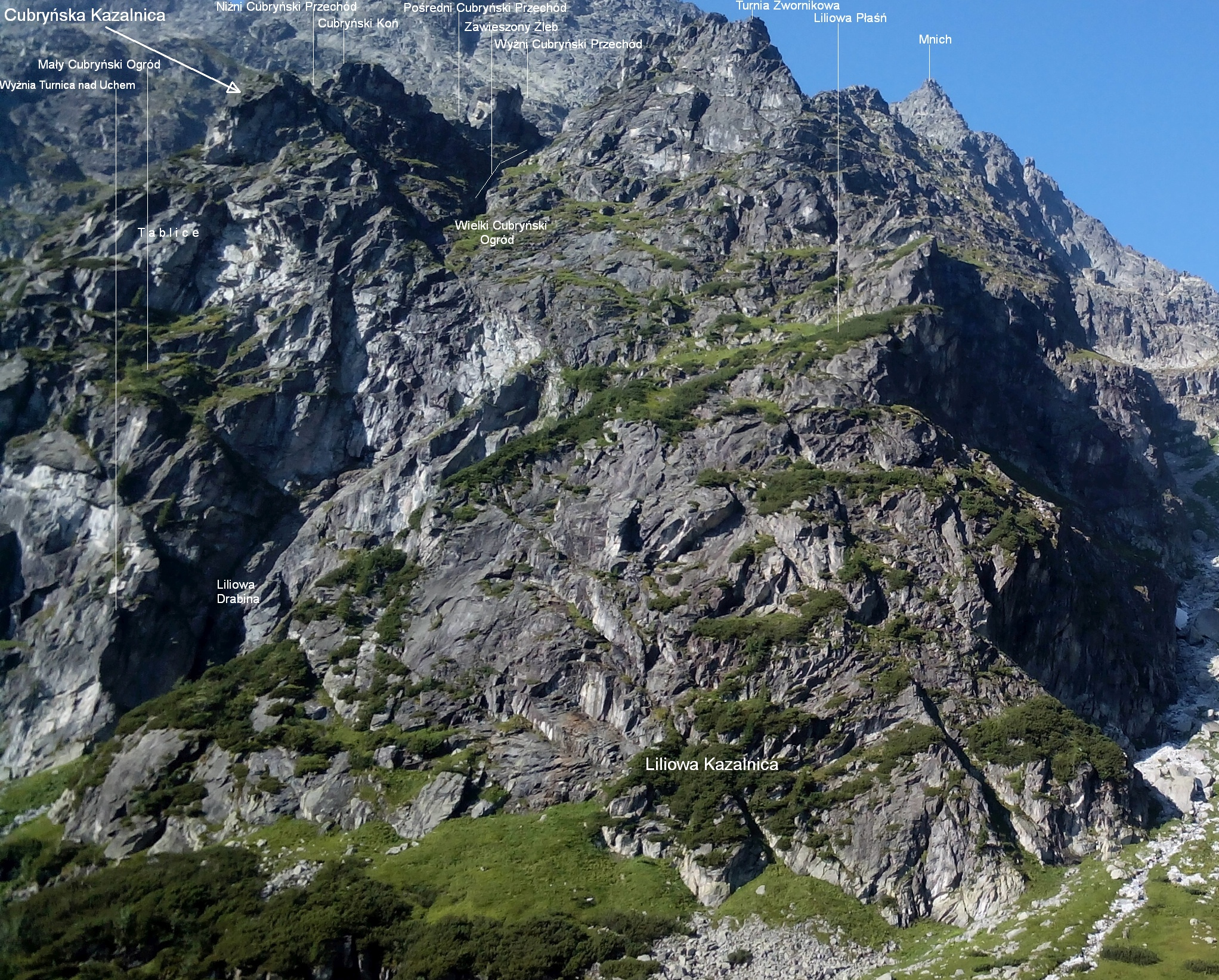